# Cuíña (Lugo)
Cuíña (llamada oficialmente Santalla de Cuíña) es una parroquia y una aldea española del municipio de Lugo, en la provincia de Lugo, Galicia.

## Otras denominaciones
La parroquia también es conocida por el nombre de Santa Eulalia de Cuíña.

## Organización territorial
La parroquia está formada por siete entidades de población:
- Cabo da Vila
- Cuíña
- Cumbraos
- Ribeira
- Santalla
- Vilamiñao
- Vilar (O Vilar)

## Demografía

### Parroquia
| Gráfica de evolución demográfica de Cuíña (parroquia) entre 2000 y 2020 |
|                                                                         |
| Datos según el nomenclátor publicado por el INE.                        |

### Aldea
| Gráfica de evolución demográfica de Cuíña (aldea) entre 2000 y 2020 |
|                                                                     |
| Datos según el nomenclátor publicado por el INE.                    |